# Восстание спартакистов

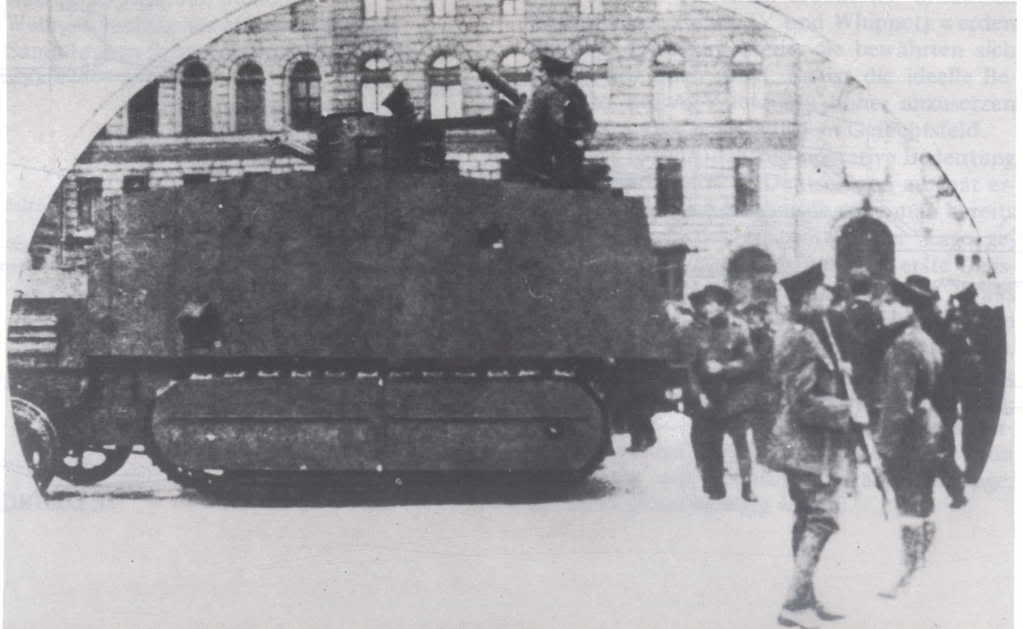
Тяжёлый полугусеничный бронеавтомобиль Marienwagen II, использовавшийся при подавлении восстания

Восстание спартакистов (спартаковцев) или Январское восстание (нем. Spartakusaufstand; Januaraufstand) — период всеобщей забастовки и вооружённой борьбы в Берлине с 5 по 12 января 1919 года, один из ключевых этапов Ноябрьской революции в Германии. В ходе восстания Коммунистическая партия Германии и левое крыло Независимой социал-демократической партии Германии (НСДПГ), настаивавшие на установлении советской республики, противостояли правительству, сформированному Социал-демократической партией Германии, и отрядам фрайкоров, состоявшим из добровольцев, ранее служивших в кайзеровской армии.

## Предыстория
После Ноябрьской революции социал-демократическое правительство Германии стремилось к быстрому возвращению к порядку посредством выборов в национальное Учредительное собрание, которое демократическим путем определило бы будущую форму правления в стране. НСДПГ, Революционные старосты и поддерживавшая их часть рабочего класса хотели продолжить революцию и приступить к национализации собственности, лишению власти военных и установлению советской республики. После подавления в конце декабря 1918 года выступления так называемой Народной морской дивизии (нем. Volksmarinedivision), которая охраняла временное правительство в Берлине, представители НСДПГ вышли из правительства и больше не считали его законным. 1 января 1919 года Роза Люксембург и Карл Либкнехт основали Коммунистическую партию Германии (КПГ).
4 января 1919 года правительство Фридриха Эберта освобождает Эмиля Эйхгорна, принадлежавшего к левому крылу НСДПГ, от должности полицай-президента в связи с его ролью в событиях 24 декабря и назначает на этот пост члена СДПГ Ю. Эрнста. НСДПГ и КПГ истолковали увольнение Эйххорна как нападение на революцию. Это стало непосредственным толчком к восстанию.

## Ход восстания
Хотя на встрече партийных агитаторов коммунисты решают, «что время ещё не пришло для нас выступить как правительство», они планируют протестовать против увольнения Эйхгорна на совместной демонстрации независимых и КПГ на следующий день.
5 января собирается толпа в 150 тысяч человек. Один из их лозунгов: «Долой Эберта и Шейдемана, кровавых собак и могильщиков революции». Люди были на взводе, но лидеры демонстрации не давали определённых указаний. Лидеры левого крыла НСДПГ и КПГ, а также революционные старейшины встречаются вместе, но не могут принять решение. Около 6 вечера вооружённые толпы по собственной инициативе занимают здание «Форвертс» и некоторые другие СМИ.
Формируется «Временный Революционный Комитет» из 53 человек из левого крыла независимых, коммунистов и революционных старост для свержения правительства и взятия власти. Возглавили комитет Георг Ледебур, К. Либкнехт и Пауль Шольце..
6 января Революционный комитет начал переговоры с Эбертом при посредничестве политиков из правого крыла НСДПГ, например, Карла Каутского. Переговоры провалились 7 января из-за нежелания ни одной из сторон идти на компромисс. Правительство потребовало освобождения захваченных зданий газеты, в то время как повстанцы настаивали на восстановлении Эйхгорна. Таким образом, шанс на ненасильственное урегулирование конфликта был упущен.
Временный Революционный Комитет призвал ко всеобщей забастовке 7 января, чтобы свергнуть правительство Эберта. Но активисты ВРК не смогли привлечь войска на свою сторону. Даже Народная Морская Дивизия не поддержала идею вооружённого восстания и объявила себя нейтральной. Другие части гарнизона остались лояльными правительству. Часть граждан Берлина, особенно средний класс, сплотились вокруг правительства Эберта, вняв его призыву стать в качестве живого щита для защиты правительственных зданий.
Правительство поручило Густаву Носке, члену Совета народных уполномоченных, ответственному за военную сферу, собрать войска. Носке превращает Далем, пригород Берлина, в военный лагерь противников коммунистической революции. Сюда спешно прибывают также так называемые добровольческие отряды. Сразу после назначения Носке приказал, чтобы все члены Революционного комитета находились под наблюдением, чтобы их можно было арестовать позже. 
8 января правительство призвало население сопротивляться повстанцам и их намерению захватить правительство и опубликовало листовку, в которой объявило, что ответят на насилие насилием.

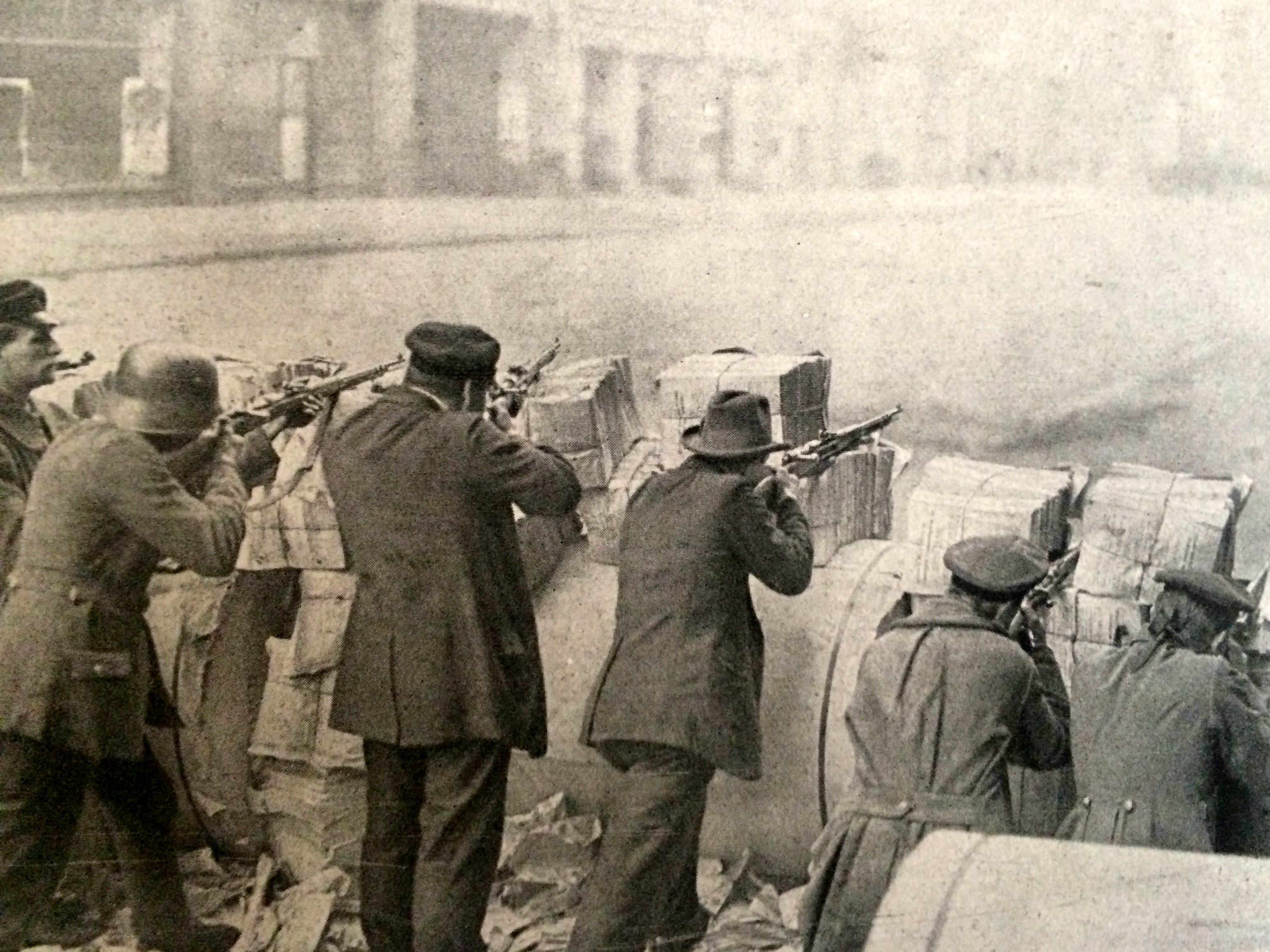
Спартаковцы за баррикадой

9 января центральный исполнительный комитет берлинской НСДПГ и КПГ опубликовали совместное обращение с требованием борьбы с «иудами в правительстве... Их место в тюрьме, на эшафоте... Используйте оружие против ваших смертельных врагов». Рабочие массы последовали призыву ко всеобщей забастовке, чтобы предотвратить контрреволюцию, но не хотели иметь ничего общего с вооружённой борьбой. Напротив, 9 января на большом митинге в парке Гумбольдтхайн они потребовали отставки всех лидеров, ответственных за «братоубийство» и продолжали требовать единства социалистических сил.  
11 января Носке вошёл в Берлин во главе 2000—3000 солдат и, используя пушки и пулемёты, сперва захватил здание «Форвертс», а затем полицай-президиум. Организованных боев не было, поскольку повстанцы не были к ним готовы; во многих случаях они сдавались добровольно.
К 13 января бои в Берлине закончились. Установление военного контроля сопровождалось многочисленными случаями насилия, совершенными правительственными войсками, намного превзошедшими предыдущие акты насилия со стороны некоторых повстанцев. Следственный комитет парламента Пруссии позже назвал общее число погибших в 156 человек. Среди военных было тринадцать убитых и двадцать раненых.
Вечером 15 января также были убиты Роза Люксембург и Карл Либкнехт. 12 февраля 1919 был арестован и посажен в Моабит Карл Радек.

## Причины поражения

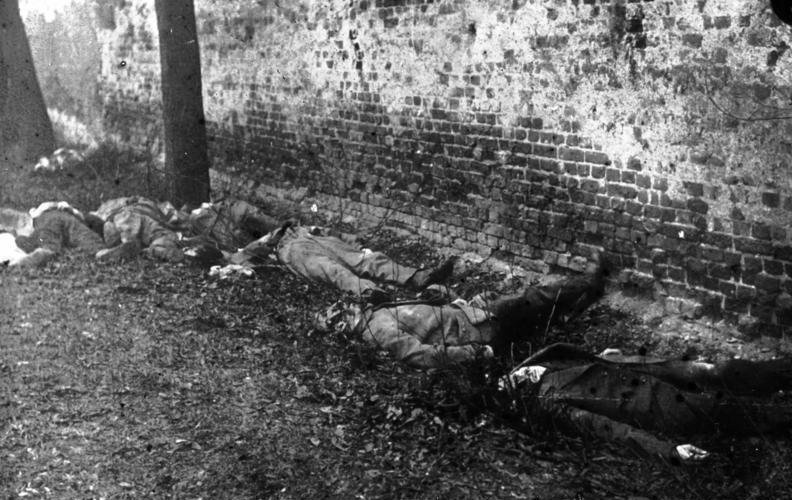
Жертвы подавления восстания. Берлин. Март 1919

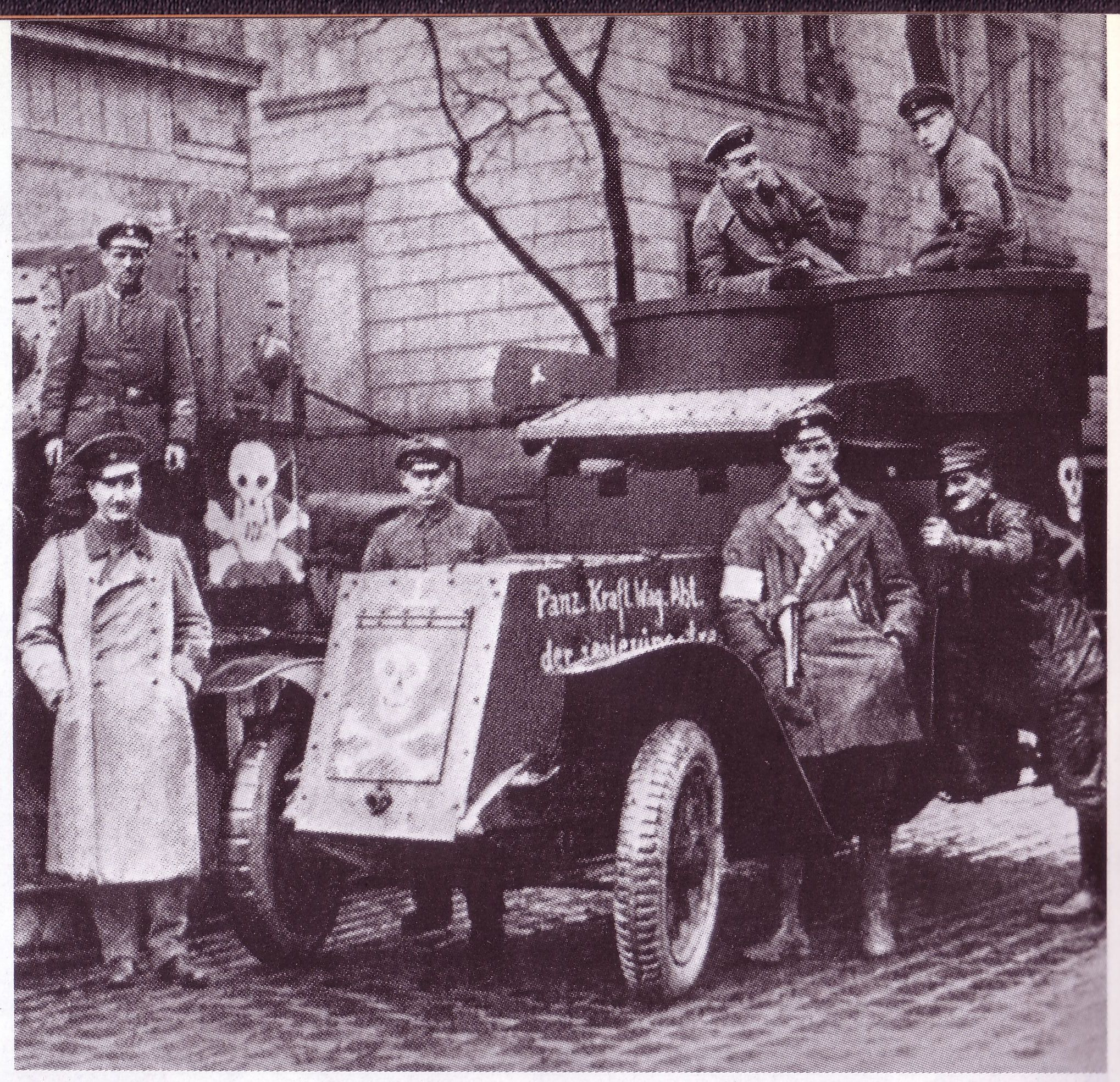
Участники подавления восстания позируют на фоне броневика с эмблемой «мёртвая голова»

Перед тем как их арестовали, Либкнехт и Люксембург успели обсудить причины провала январского восстания. Либкнехт указывал на следующее: 1) народная морская дивизия, и солдаты вообще не поддержали рабочих Берлина; 2) у рабочих не было сильного руководства; 3) на стороне контрреволюции были все специалисты, деньги буржуазии и отсталые массы.
Роза Люксембург считала, что государственную власть надо брать «снизу вверх», то есть начинать с фабричных советов и заканчивать центральным правительством. В речи «Наша программа и политическая ситуация» от 31 декабря 1918 года она говорила: «Завоевание власти не будет одним ударом. Это будет прогрессией; мы последовательно займём все позиции кап. государства и будем защищать их до последнего. По моему мнению, и других близких товарищей по Партии, экономическая борьба будет ведома рабочими советами. Направление экономической борьбы и её разрастание будут в руках рабочих советов. Советы должны иметь всю власть в государстве». Это, опять, концепция революции «Рабочая демократия» и она не достаточна для вооружённого восстания.
Люксембург также обсуждала причины январского поражения в своей последней статье «Порядок воцарился в Берлине» от *14 января 1919 года: «экономическая борьба, настоящий вулкан который кормит революцию, есть только её начальный этап. И это есть подспудная причина, по которой революционная классовая борьба только в начале». К. Шелавин пишет: «согласно учению Розы Люксембург, как раз экономическая революция должна была занять место политической революции для того, чтобы свержение правительства явилось заключительным актом революционного процесса». Другими словами, по концепции Люксембург, массы ещё не показали свою зрелость на уровне фабрики. Поэтому, они не могли управлять страной. Это, однако, односторонняя, не диалектическая концепция революции. Она предполагает что рабочие смогут управлять производством при капитализме. Ленинская концепция революции предполагает что сначала авангард рабочих возьмёт политическую власть, после чего будут созданы условия для самоуправления рабочих.
Ленин объяснял январское поражение следующим образом: 1) международное положение Германии ускорило внутренний политический кризис; 2) это привело к тому, что авангард рабочего класса устремился к власти; 3) однако, у немецких рабочих не было настоящей революционной партии как следствие того, что коммунисты только недавно откололись от реформистов и оппортунистов.
Это мнение подтверждается Оскаром Хиппе (членом «Союза «Спартака», затем членом КПГ, «Ленинбунда» и Четвёртого Интернационала): «Были длинные дискуссии в нашей партии, и особенно в молодёжном движении, о причинах поражения. В ходе этих дискуссий было почти полное согласие, что Роза Люксембург и Карл Либкнехт не откололись от социал-демократической политики достаточно рано, как это сделало левое крыло РСДРП в 1903 году. В крайнем случае в последние годы перед войной, когда реформизм показывал себя очень чётко, левое крыло СДПГ должно было отколоться. Даже если бы не было возможно предотвратить войну, результат ноябрьской революции был бы другим».